# Tipula (Acutipula) yunnanica
Tipula (Acutipula) yunnanica is een tweevleugelige uit de familie langpootmuggen (Tipulidae). De soort komt voor in het Oriëntaals gebied.